# Rhinacanthus breviflorus
Rhinacanthus breviflorus är en akantusväxtart som beskrevs av Raymond Benoist. Rhinacanthus breviflorus ingår i släktet Rhinacanthus och familjen akantusväxter. Inga underarter finns listade i Catalogue of Life.